# Khởi nghĩa Ilinden-Preobrazhenie

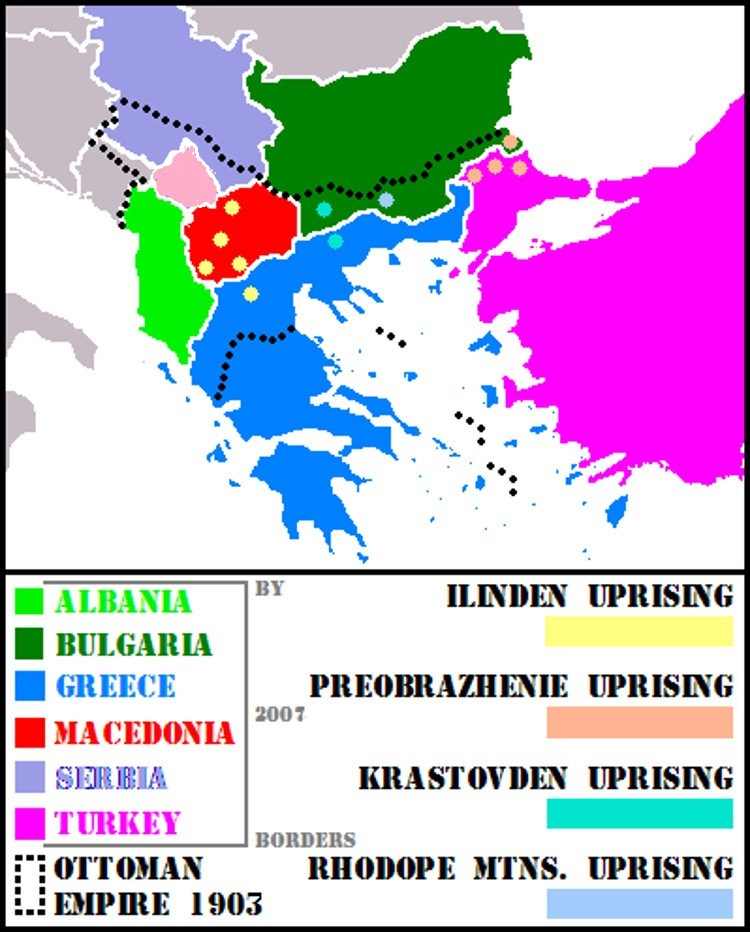
Bản đồ cuộc nổi dậy ở các vùng Macedonia và Thrace.Biên giới ngày nay có thể nhìn thấy, cùng với biên giới Ottoman vào thời điểm đó.

Cuộc nổi dậy Ilinden – Preobrazhenie, hoặc đơn giản là Cuộc nổi dậy Ilinden từ tháng 8 đến tháng 10 năm 1903 (tiếng Bulgaria: Илинденско-Преображенско въстание, Ilindensko-Preobražensko vǎstanie; tiếng Macedonia: Илинденско востание, Ilindensko vostanie; tiếng Hy Lạp: Εξέγερση του Ίλιντεν, Eksegersi tou Ilinden), là một cuộc nổi dậy có tổ chức chống lại Đế chế Ottoman, được chuẩn bị và tiến hành bởi Tổ chức Cách mạng Macedonian-Adrianople nội bộ, với sự hỗ trợ của Ủy ban Macedonian-Adrianople tối cao. Tên của cuộc nổi dậy đề cập đến Ilinden, một tên cho ngày của Elijah, và Preobrazhenie có nghĩa là Biến hình. Cuộc nổi dậy kéo dài từ đầu tháng 8 đến cuối tháng 10 và bao trùm cả một vùng lãnh thổ rộng lớn từ bờ biển phía đông Biển Đen đến bờ hồ Ohrid.
Cuộc nổi dậy ở khu vực Macedonia đã ảnh hưởng đến hầu hết các khu vực trung tâm và tây nam của Monastir Vilayet nhận được sự ủng hộ chủ yếu của nông dân Bulgaria địa phương, và ở một số mức độ Dân số Aromanian của khu vực. Chính phủ lâm thời được thành lập tại thị trấn Kruševo, nơi quân nổi dậy tuyên bố là Cộng hòa Kruševo, chỉ sau mười ngày, vào ngày 12 tháng 8. Vào ngày 19 tháng 8, một cuộc nổi dậy có liên quan chặt chẽ do nông dân Bulgaria tổ chức ở Adrianople Vilayet  đã dẫn đến việc giải phóng một vùng rộng lớn ở Dãy núi Strandzha, và thành lập chính phủ lâm thời ở Vassiliko, Cộng hòa Strandzha. Việc này kéo dài khoảng 20 ngày trước khi bị người Thổ Nhĩ Kỳ dẹp bỏ. Cuộc nổi dậy cũng nhấn chìm các vilayets của Kosovo và Salonika.
Vào thời điểm cuộc nổi dậy bắt đầu, nhiều nhà lãnh đạo tiềm năng hứa hẹn nhất của nó, bao gồm cả Ivan Garvanov và Gotse Delchev, đã bị người Ottoman bắt hoặc giết, và nỗ lực này đã bị dập tắt trong vòng vài tháng. Những người sống sót cố gắng duy trì một chiến dịch du kích chống lại người Thổ Nhĩ Kỳ trong vài năm tới, nhưng tác dụng lớn hơn của nó là nó đã thuyết phục các cường quốc châu Âu cố gắng thuyết phục quốc vương Ottoman rằng ông ta phải có thái độ hòa giải hơn đối với các thần dân Cơ đốc của mình ở châu Âu.